# Veldtocht voor Yi
De Veldtocht voor Yi was een veldtocht van de krijgsheer Liu Bei om de Chinese provincie Yi te veroveren van zijn familielid Liu Zhang. Deze vond plaats in 214 ten tijde van de Drie Koninkrijken.

## Achtergrond
In 211 wilde Zhang Lu van Hanzhong Yi innemen om zo Wei tegen te houden. Liu Zhang, gouverneur van Yi, hoorde hiervan en stuurde Zhang Song naar Wei om hulp te vragen. Zhang Song maakte met zijn gedrag Cao Cao kwaad, en moest toen zijn heil zoeken bij Liu Bei van Jing. Liu Bei en Liu Zhang waren familie, dus hij zegde zijn hulp toe.
Liu Bei begon een oorlog tegen Zhang Lu, en had succes. Maar zijn soldaten vonden dat Liu Bei Yi zelf zou moeten veroveren, om zo Zhuge Liangs 'strategie van Drie Koninkrijken' uit te kunnen voeren. Daar wilde Liu Bei eerst niet aan, omdat Liu Zhang familie van hem was. Maar later, toen hij erover nadacht hoe hij was behandeld, en zag dat dit de kans was om zijn eigen rijk te stichten, keerde Liu Bei zijn leger tegen Chengdu (de hoofdstad van Yi).

## Oorlog
Ondanks een paar generaals die zich wilden overgeven, bleven de meeste mensen Liu Zhang trouw. De stad Luo, vlak bij Chengdu, wist het een jaar lang onder Liu Zhang's zoon Liu Xun uit te houden. Een van Liu Bei's generaals, Pang Tong, werd tijdens het beleg gedood in een hinderlaag, omdat de vijand hem voor Liu Bei zelf had gehouden.
Yan Yan, een andere generaal onder Liu Zhang in Jiangzhou, hield stand totdat hij werd aangevallen door Zhuge Liang, Zhang Fei en Zhao Yun, die langs de Jangtsekiang naar het westen oprukten. Liu Zhang pakte de kansen die hij kreeg niet aan en werd verraden door zijn eigen mannen. Tegen de zomer van 214 was Liu Zhang ingesloten in Chengdu, door Liu Bei en het leger van Ma Chao. Na enkele weken van belegering gaf Liu Zhang zich over.

## Gevolgen
Na de verovering van Yi was Liu Bei nu een van de machtigste krijgsheren in China geworden. Alleen Sun Quan en Cao Cao waren sterker dan hij. De 'Drie Koninkrijkenstrategie' leek te zijn gerealiseerd. Enkele jaren later zou Liu Bei zichzelf keizer verklaren van Shu-Han, en werd Yi het kerngebied van zijn rijk.